# Manuel Portales Palazuelos

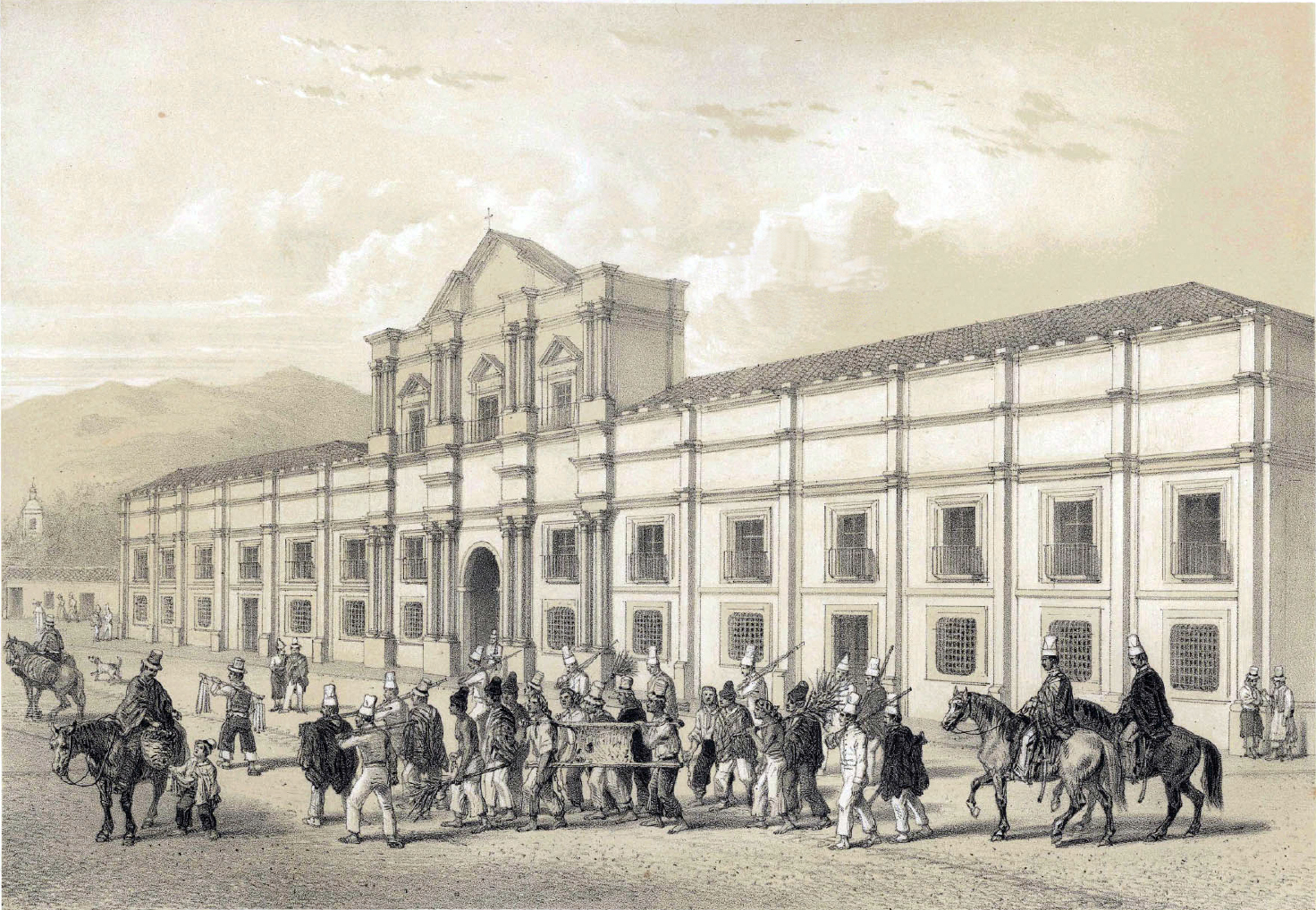
Vista de La Moneda en el "Atlas de la Historia Física y Política de la República de Chile" de 1854, lugar donde nació Manuel Portales y Fernández de Palazuelos.

Manuel Juan Bautista Agustín Portales y Fernández de Palazuelos (Santiago de Chile, 1808- 1890), fue un político y filántropo chileno.

## Biografía
Miembro del distinguido linaje colonial chileno de su apellido, nació Manuel en el Palacio de la Moneda, Santiago, en 1808, mientras su padre, José Santiago Portales y Larraín, se desempeñada como Superintendente de la Real Casa de Moneda de Santiago de Chile y fue bautizado en la capilla de dicho Palacio de Toesca con los nombres de Manuel Juan Bautista Agustín. Su madre fue María Encarnación Fernández de Palazuelos y Martínez de Aldunate de Portales, con quien su padre fueron los progenitores de otros 21 hijos. Sus abuelos paternos fueron Diego Portales y Andía-Yrarrázabal y Teresa de Larraín y Lecaros, hija a su vez, del Señor del Mayorazgo Larraín en Santiago de Chile. Por línea materna, era nieto de Pedro Fernández de Palazuelos y Ruiz de Ceballos y de Josefa Martínez de Aldunate y Acevedo Borja, descendiente directa de S.S. el Papa Alejandro VI.
Hizo sus estudios de Humanidades bajo la dirección de su hermano Diego. Heredó de sus padres la Hijuela N.º 11 del "Llano de Portales" en Santiago y fue dueño de la mina de oro "La Leona" en Rancagua.

## Trayectoria pública
Fue secretario particular y privado de su hermano Diego Portales, durante el tiempo que éste fue ministro de Estado -del Interior y de Guerra y Marina-, durante los años 1830-1832 y 1835-1837, en los gobiernos de José Tomás Ovalle y Bezanilla y José Joaquín Prieto y Vial.
Fue Gobernador de Rancagua y de Rengo y Administrador del Estanco de Rancagua. Fundó el Hospital de Rengo, aportando los fondos necesarios para su construcción.
Después del magnicidio de su hermano Diego en 1837, se vio obligado a retirarse de la cosa pública, yéndose a vivir a Rancagua, donde fue agricultor y terrateniente. Se dedicó al ejercicio de la caridad y enseñó a leer a los pobres.
Era un apóstol, que hacía el bien sin exclusión de esferas sociales. Liberal y demócrata, llevaba sus enseñanzas a todas partes, sin vacilar ante la defensa de los derechos y libertades públicas contra el Gobierno de Manuel Montt.
Decidido y férreo opositor de dicho Gobierno, tomó parte activa y coadyuvó en las revoluciones de 1851 y 1859. En esta última, secundó en Rancagua al caudillo José Miguel Carrera y Fontecilla y se distinguió en la batalla de "Pichiguao", al norte de Rengo, en defensa del gobierno constituido, por cuya acción obtuvo el grado de teniente coronel de Milicias.

## Familia y descendencia

Escudo de la Familia Portales.

Manuel Portales descendía en gran parte de vascos.
- Con María del Carmen Baeza y Romero del Castillo[2] fue padre de Leonardo Portales y Baeza,[2] con descendencia Portales de las Cuevas, Beaumont Portales, Beaumont Contreras, Beaumont Herrera, Lavandero Beaumont, etc.

- Con Francisca de Borja Aliaga, fue padre de José Gustavo Portales y Aliaga, el que tuvo sucesión Portales Cruzat, Portales Vicuña, Pellegrini Portales, Pellegrini Ripamonti, Court Portales, Portales Léliwa, Portales Amenábar, Vigil Portales, Portales Santa María, etc.

Falleció Manuel en su casa de Santiago el 8 de agosto de 1887 y sus restos descansan, junto a los de sus padres, en el Patio Histórico del Cementerio General de Santiago -actual sepultura de la familia Beaumont Portales-.

## Ancestros
|  |                                                                                                  |  |  |  |  |  |  |  |  |  |  |  |  |  |  |  |
|  | 16. Diego PORTALES y Ortiz                                                                       |  |  |  |  |  |  |  |  |  |  |  |  |  |  |  |
|  |                                                                                                  |  |  |  |  |  |  |  |  |  |  |  |  |  |  |  |
|  |                                                                                                  |  |  |  |  |  |  |  |  |  |  |  |  |  |  |  |
|  | 8. José Alejo PORTALES y Meneses                                                                 |  |  |  |  |  |  |  |  |  |  |  |  |  |  |  |
|  |                                                                                                  |  |  |  |  |  |  |  |  |  |  |  |  |  |  |  |
|  |                                                                                                  |  |  |  |  |  |  |  |  |  |  |  |  |  |  |  |
|  | 17. María Rosa de MENESES y Bravo de Saravia                                                     |  |  |  |  |  |  |  |  |  |  |  |  |  |  |  |
|  |                                                                                                  |  |  |  |  |  |  |  |  |  |  |  |  |  |  |  |
|  |                                                                                                  |  |  |  |  |  |  |  |  |  |  |  |  |  |  |  |
|  | 4. Diego Antonio PORTALES y Andía-Yrarrázabal                                                    |  |  |  |  |  |  |  |  |  |  |  |  |  |  |  |
|  |                                                                                                  |  |  |  |  |  |  |  |  |  |  |  |  |  |  |  |
|  |                                                                                                  |  |  |  |  |  |  |  |  |  |  |  |  |  |  |  |
|  | 18. Antonio de ANDÍA-YRARRÁZABAL y Bravo de Saravia, Señor del Mayorazgo Andía-Yrarrázabal       |  |  |  |  |  |  |  |  |  |  |  |  |  |  |  |
|  |                                                                                                  |  |  |  |  |  |  |  |  |  |  |  |  |  |  |  |
|  |                                                                                                  |  |  |  |  |  |  |  |  |  |  |  |  |  |  |  |
|  | 9. Catalina de ANDÍA-YRARRÁZABAL y Bravo de Saravia                                              |  |  |  |  |  |  |  |  |  |  |  |  |  |  |  |
|  |                                                                                                  |  |  |  |  |  |  |  |  |  |  |  |  |  |  |  |
|  |                                                                                                  |  |  |  |  |  |  |  |  |  |  |  |  |  |  |  |
|  | 19. Marcela María Norberta BRAVO DE SARAVIA e Yturrizarra, II Marquesa de La Pica                |  |  |  |  |  |  |  |  |  |  |  |  |  |  |  |
|  |                                                                                                  |  |  |  |  |  |  |  |  |  |  |  |  |  |  |  |
|  |                                                                                                  |  |  |  |  |  |  |  |  |  |  |  |  |  |  |  |
|  | 2. José Santiago PORTALES y Larraín                                                              |  |  |  |  |  |  |  |  |  |  |  |  |  |  |  |
|  |                                                                                                  |  |  |  |  |  |  |  |  |  |  |  |  |  |  |  |
|  |                                                                                                  |  |  |  |  |  |  |  |  |  |  |  |  |  |  |  |
|  | 20. Santiago de LARRAÍN y Vicuña, Caballero de la Orden de Santiago, Señor del Mayorazgo Larraín |  |  |  |  |  |  |  |  |  |  |  |  |  |  |  |
|  |                                                                                                  |  |  |  |  |  |  |  |  |  |  |  |  |  |  |  |
|  |                                                                                                  |  |  |  |  |  |  |  |  |  |  |  |  |  |  |  |
|  | 10. Juan Francisco de LARRAÍN y de la Cerda, Señor del Mayorazgo Larraín                         |  |  |  |  |  |  |  |  |  |  |  |  |  |  |  |
|  |                                                                                                  |  |  |  |  |  |  |  |  |  |  |  |  |  |  |  |
|  |                                                                                                  |  |  |  |  |  |  |  |  |  |  |  |  |  |  |  |
|  | 21. Mónica Teresa DE LA CERDA y Hermúa                                                           |  |  |  |  |  |  |  |  |  |  |  |  |  |  |  |
|  |                                                                                                  |  |  |  |  |  |  |  |  |  |  |  |  |  |  |  |
|  |                                                                                                  |  |  |  |  |  |  |  |  |  |  |  |  |  |  |  |
|  | 5. Teresa de LARRAÍN y Lecaros                                                                   |  |  |  |  |  |  |  |  |  |  |  |  |  |  |  |
|  |                                                                                                  |  |  |  |  |  |  |  |  |  |  |  |  |  |  |  |
|  |                                                                                                  |  |  |  |  |  |  |  |  |  |  |  |  |  |  |  |
|  | 22. Pedro de LECAROS y Berroeta                                                                  |  |  |  |  |  |  |  |  |  |  |  |  |  |  |  |
|  |                                                                                                  |  |  |  |  |  |  |  |  |  |  |  |  |  |  |  |
|  |                                                                                                  |  |  |  |  |  |  |  |  |  |  |  |  |  |  |  |
|  | 11. María Josefa de LECAROS y Lecaros                                                            |  |  |  |  |  |  |  |  |  |  |  |  |  |  |  |
|  |                                                                                                  |  |  |  |  |  |  |  |  |  |  |  |  |  |  |  |
|  |                                                                                                  |  |  |  |  |  |  |  |  |  |  |  |  |  |  |  |
|  | 23. Micaela de LECAROS y Ovalle                                                                  |  |  |  |  |  |  |  |  |  |  |  |  |  |  |  |
|  |                                                                                                  |  |  |  |  |  |  |  |  |  |  |  |  |  |  |  |
|  |                                                                                                  |  |  |  |  |  |  |  |  |  |  |  |  |  |  |  |
|  | 1. Manuel PORTALES y Fernámdez de Palazuelos                                                     |  |  |  |  |  |  |  |  |  |  |  |  |  |  |  |
|  |                                                                                                  |  |  |  |  |  |  |  |  |  |  |  |  |  |  |  |
|  |                                                                                                  |  |  |  |  |  |  |  |  |  |  |  |  |  |  |  |
|  | 24. Santiago FERNÁNDEZ DE PALAZUELOS y Bustamante                                                |  |  |  |  |  |  |  |  |  |  |  |  |  |  |  |
|  |                                                                                                  |  |  |  |  |  |  |  |  |  |  |  |  |  |  |  |
|  |                                                                                                  |  |  |  |  |  |  |  |  |  |  |  |  |  |  |  |
|  | 12. Manuel FERNÁNDEZ DE PALAZUELOS y Núñez de Tagle                                              |  |  |  |  |  |  |  |  |  |  |  |  |  |  |  |
|  |                                                                                                  |  |  |  |  |  |  |  |  |  |  |  |  |  |  |  |
|  |                                                                                                  |  |  |  |  |  |  |  |  |  |  |  |  |  |  |  |
|  | 25. Catalina NÚÑEZ DE TAGLE                                                                      |  |  |  |  |  |  |  |  |  |  |  |  |  |  |  |
|  |                                                                                                  |  |  |  |  |  |  |  |  |  |  |  |  |  |  |  |
|  |                                                                                                  |  |  |  |  |  |  |  |  |  |  |  |  |  |  |  |
|  | 6. Pedro Antonio FERNÁNDEZ DE PALAZUELOS y Ruiz de Ceballos                                      |  |  |  |  |  |  |  |  |  |  |  |  |  |  |  |
|  |                                                                                                  |  |  |  |  |  |  |  |  |  |  |  |  |  |  |  |
|  |                                                                                                  |  |  |  |  |  |  |  |  |  |  |  |  |  |  |  |
|  | 26. Juan RUIZ DE CEBALLOS y Cueto                                                                |  |  |  |  |  |  |  |  |  |  |  |  |  |  |  |
|  |                                                                                                  |  |  |  |  |  |  |  |  |  |  |  |  |  |  |  |
|  |                                                                                                  |  |  |  |  |  |  |  |  |  |  |  |  |  |  |  |
|  | 13. Josefa María RUIZ DE CEBALLOS y García de la Fuente                                          |  |  |  |  |  |  |  |  |  |  |  |  |  |  |  |
|  |                                                                                                  |  |  |  |  |  |  |  |  |  |  |  |  |  |  |  |
|  |                                                                                                  |  |  |  |  |  |  |  |  |  |  |  |  |  |  |  |
|  | 27. María GARCÍA DE LA FUENTE                                                                    |  |  |  |  |  |  |  |  |  |  |  |  |  |  |  |
|  |                                                                                                  |  |  |  |  |  |  |  |  |  |  |  |  |  |  |  |
|  |                                                                                                  |  |  |  |  |  |  |  |  |  |  |  |  |  |  |  |
|  | 3. María Encarnación FERNÁNDEZ DE PALAZUELOS y Martínez de Aldunate                              |  |  |  |  |  |  |  |  |  |  |  |  |  |  |  |
|  |                                                                                                  |  |  |  |  |  |  |  |  |  |  |  |  |  |  |  |
|  |                                                                                                  |  |  |  |  |  |  |  |  |  |  |  |  |  |  |  |
|  | 28. Juan Felipe MARTÍNEZ DE ALDUNATE y Garro                                                     |  |  |  |  |  |  |  |  |  |  |  |  |  |  |  |
|  |                                                                                                  |  |  |  |  |  |  |  |  |  |  |  |  |  |  |  |
|  |                                                                                                  |  |  |  |  |  |  |  |  |  |  |  |  |  |  |  |
|  | 14. Domingo Joaquín MARTÍNEZ DE ALDUNATE y Barahona                                              |  |  |  |  |  |  |  |  |  |  |  |  |  |  |  |
|  |                                                                                                  |  |  |  |  |  |  |  |  |  |  |  |  |  |  |  |
|  |                                                                                                  |  |  |  |  |  |  |  |  |  |  |  |  |  |  |  |
|  | 29. Juana de BARAHONA y Ureta                                                                    |  |  |  |  |  |  |  |  |  |  |  |  |  |  |  |
|  |                                                                                                  |  |  |  |  |  |  |  |  |  |  |  |  |  |  |  |
|  |                                                                                                  |  |  |  |  |  |  |  |  |  |  |  |  |  |  |  |
|  | 7. Josefa MARTÍNEZ DE ALDUNATE y Acevedo Borja                                                   |  |  |  |  |  |  |  |  |  |  |  |  |  |  |  |
|  |                                                                                                  |  |  |  |  |  |  |  |  |  |  |  |  |  |  |  |
|  |                                                                                                  |  |  |  |  |  |  |  |  |  |  |  |  |  |  |  |
|  | 30. Ignacio de ACEVEDO y Borja                                                                   |  |  |  |  |  |  |  |  |  |  |  |  |  |  |  |
|  |                                                                                                  |  |  |  |  |  |  |  |  |  |  |  |  |  |  |  |
|  |                                                                                                  |  |  |  |  |  |  |  |  |  |  |  |  |  |  |  |
|  | 15. Juana Petronila de ACEVEDO BORJA y Manterola                                                 |  |  |  |  |  |  |  |  |  |  |  |  |  |  |  |
|  |                                                                                                  |  |  |  |  |  |  |  |  |  |  |  |  |  |  |  |
|  |                                                                                                  |  |  |  |  |  |  |  |  |  |  |  |  |  |  |  |
|  | 31. Juana de MANTEROLA y Ezcurra                                                                 |  |  |  |  |  |  |  |  |  |  |  |  |  |  |  |
|  |                                                                                                  |  |  |  |  |  |  |  |  |  |  |  |  |  |  |  |
|  |                                                                                                  |  |  |  |  |  |  |  |  |  |  |  |  |  |  |  |